# Enciclopedia Giuridica Italiana
Die Enciclopedia Giuridica Italiana („Enzyklopädie des italienischen Rechts“) war eine Spezialenzyklopädie, die das Rechtssystem Italiens zum Zeitpunkt ihres Erscheinens umfassend darstellte. Sie wurde von 1884 bis 1932 von der Società Editrice Libraria mit Sitz in Mailand herausgegeben und später in Form von Nachdrucken neu aufgelegt. Der Umfang betrug 43 Bände. An der Erarbeitung des Werkes waren führende italienische Juristen der damaligen Zeit beteiligt, so beispielsweise zum Ende des 19. Jahrhunderts der ehemalige Justiz- und Außenminister Pasquale Stanislao Mancini. Die Veröffentlichung der Enciclopedia Giuridica Italiana trug zur Etablierung einer einheitlichen und modernen Rechtsordnung im italienischen Nationalstaat bei, der 1870 durch die Vollendung des Risorgimento entstanden war.